# Крещенка (Казахстан)
Кре́щенка (каз. Крещенка) — село у складі району Шал-акина Північноказахстанської області Казахстану. Адміністративний центр Юбілейного сільського округу.
Населення — 465 осіб (2021; 501 у 2009, 720 у 1999, 817 у 1989).
Національний склад станом на 1989 рік:
- росіяни — 32 %
- українці — 32 %.